# استان غربی (زامبیا)
استان غربی (به لاتین: Western Province) یک منطقهٔ مسکونی در زامبیا است که در زامبیا واقع شده‌است. استان غربی ۱۲۶٬۳۸۶ کیلومتر مربع مساحت و ۹۹۱٬۵۰۰ نفر جمعیت دارد.